# Pelitaasih
Pelitaasih is een bestuurslaag in het regentschap Garut van de provincie West-Java, Indonesië. Pelitaasih telt 3270 inwoners (volkstelling 2010).